# 公立大学法人名古屋市立大学
公立大学法人名古屋市立大学（こうりつだいがくほうじんなごやしりつだいがく）は日本の公立大学法人。名古屋市立大学の設置者である。

## 概要
名古屋市が設立団体となり、設立された「特定地方独立行政法人以外の地方独立行政法人」である。2006年から、名古屋市に代わり、名古屋市立大学の設置者となり、同大学を設置・管理している。

## 沿革
- 2006年3月 - 総務省が公立大学法人名古屋市立大学の設立を認可。
- 2006年3月 - 文部科学省が名古屋市立大学の設置者の変更を認可。
- 2006年4月1日 - 法人設立。名古屋市立大学の設置者が、名古屋市から公立大学法人名古屋市立大学に移管。

## 設置している諸学校

### 大学
- 名古屋市立大学

## 理事長一覧
| 理事長（公立大学法人名古屋市立大学） | 理事長（公立大学法人名古屋市立大学） | 理事長（公立大学法人名古屋市立大学） | 理事長（公立大学法人名古屋市立大学） |
| ------------------------------------ | ------------------------------------ | ------------------------------------ | ------------------------------------ |
| 1                                    | 西野仁雄                             | 2006年4月1日-2010年3月31日           | 名古屋市立大学学長                   |
| 2                                    | 戸苅 創                              | 2010年4月1日-2014年3月31日           | 名古屋市立大学学長                   |
| 3                                    | 郡健二郎                             | 2014年4月1日-                        | 名古屋市立大学学長                   |